# Методи Андонов – Ченто
 Тази статия е за политика.  За българския режисьор вижте Методи Андонов.  За скопския квартал, чието официално име е Ченто, вижте Хасанбегово.
Методи Андонов по прякор Ченто (на македонска литературна норма: Методиjа Андонов-Ченто) е югославски политик и държавник, борец от комунистическото съпротивително движение по време на Втората световна война, първи председател на Президиума на АСНОМ.

## Биография
Методи Андонов-Ченто е роден през 1902 година в Прилеп, тогава в Османската империя. Първоначално учи в българското екзархийско училище.

### В Кралството на сърбите, хърватите и словенците
След анексирането на Вардарския край от СХС Кралство през 1918 г. той завършва средно търговско училище, а през 1926 година отваря дюкян. Занимава се с дребна търговия и политика. Член-съдружник е на списанието „Луч“. На изборите през 1938 година Ченто е избран за народен представител в Югославската скупщина от листата на хърватския опозиционен лидер Владко Мачек. Поради манипулация на изборните резултати от страна на държавните власти той не е допуснат в Скупщината. Ченто има антисръбски убеждения и е един от организаторите на Илинденските демонстрации в Прилеп, за които е осъден и лежи в затвора в Кикинда. През 1940 година на събрание в Прилепската гимназия открито се обявява срещу забраната на директора учениците да разговарят вкъщи и на обществени места на местен диалект. Веднага след това е арестуван и през януари 1941 година е интерниран в Баина Баща. По-късно е обвинен в държавна измяна и е осъден на смърт от военен съд, но след намесата на видни граждани Методи Андонов е спасен от екзекуция.

### В Царство България
Ченто е член възобновител на Читалище „Надежда“ (Прилеп), както и негов председател на 9 юни 1941 година.
След анексията на Вардарска Македония и присъединяването ѝ към България Ченто е поканен да сътрудничи на новите власти, но отказва. Поддържа идеята за независимост на Македония и започва да симпатизира на съпротивата. Поради това неколкократно е арестуван, а към края на 1942 година е интерниран първо в село Мелница, а после в трудов лагер в Чучулигово. След завръщането си през есента на 1943 година Ченто минава в италианската окупационна част на Вардарска Македония, в района на Дебърца, където става член на Главния щаб на съпротивата. Като най-авторитетната личност през декември 1943 Методи Андонов-Ченто е избран да оглави Инициативния комитет за свикване на АСНОМ. На 2 август 1944 година в Пчинския манастир се състои Първото заседание на АСНОМ, на което Ченто е председател. По негова инициатива на събранието са поканени и дейци на Българските акционни комитети – Йордан Чкатров и Трайче Чундев. Макар да следва директивите на АВНОЮ от Яйце за образуването на Федерална югославска единица Македония, Ченто и неговото обкръжение имат за цел да използват предимствата на бъдещето федерално устройство на Югославия и да отдалечат Вардарска Македония от повторна сръбска доминация. На самото събрание избухва скандал между Ченто и пратеника на Тито – Светозар Вукманович относно подбора на поканените и специално за включването на сърбомани в Президиума на АСНОМ. Изгонването на Вукманович от заседанието има негативни последици за Ченто, който и след това остава на мнение за недопускането на просръбски настроени комунисти на високи постове в Комитета.

### В СФРЮ
След изтеглянето на българските войски и администрация от Повардарието през есента на 1944 г. ръководството на МКП е поето от Лазар Колишевски. Той е основен политически противник на Ченто и главно оръдие на ЮКП в ръководството на Федерална Македония. На първото заседание на Народното събрание на НР Македония за негов председател е избран Ченто, а за министър-председател – Колишевски. Така формалният държавен глава Методи Андонов губи значителна част от властта. След издигането му на поста министър-председател Колишевски отправя остри нападки против ония, които „разединяват македонския народ“. В тази връзка властите извършват без съд и присъда голям брой арести и убийства на сътрудници на окупатора, бугараши, богаташи и т.н. Ченто публично осъжда в парламента тези убийства и изпраща протест до Върховния съд на Македония.
Той се противи новата македонска войска да бъде изпратена на Сремския фронт, а желае тя да бъде изпратена в напуснатия от германците Солун с цел създаване на Обединена Македония и подкрепя избухналия Скопски войнишки бунт. Той се противопоставя и на връщането на депортираните от българските власти сръбски колонисти, иска връщането на 3 хиляди квалифицирани македонски бежанци от България, които да помогнат за развитието на НР Македония и се обявява за финансова независимост на НР Македония. Още през зимата на 1945 година е искал създаване на автокефална Македонска православна църква. При гласуването на чл. 1-ви от новата конституция на СФРЮ, в който липсва възможност за напускане на федерацията от страна на републиките, той демонстративно напуска залата на парламента в Белград. В резултат на тези негови действия и след жестоки критики от страна на Главния комитет на Народния фронт на Македония той е принуден да подаде оставка и през март 1946 г. се връща в Прилеп.
Все пак Ченто не се отказва от идеите си. Той решава да отиде инкогнито на Парижката мирна конференция, като частно лице и да разпространи изложение, с което се иска великите сили да изпратят анкетна комисия, която да се застъпи за правото на самоопределение и обединение на Македония и за нейното излизане от Югославската федерация. Ченто планира да премине нелегално през Гърция, обаче е издаден и на 14 юли същата година е арестуван в Прилеп. Три седмици по-късно е обявено, че: е заловен при опит за преминаването на югославско-гръцката граница. През ноември 1946 г. е изправен пред съда. В съдебния състав влизат Лазар Мойсов и Коле Чашуле. Ченто е осъден на 11 години затвор в режим на принудителен труд. Прекарва в затвора в Идризово повече от 9 години, от които 59 месеца в пълна изолация. В резултат на условията в затвора се разболява тежко и е освободен предсрочно, но малко след освобождаването си умира. Така в комунистическа Югославия името му става табу, а когато се споменава, той е описван като предател и контрареволюционер. През 1990 година, непосредствено преди обявяване независимостта на Република Македония, след молба от сина му Илия Андонов-Ченто е възобновен процесът срещу баща му, при което Методи Андонов-Ченто е реабилитиран.